# Alexandros Korizis
Alexandros Korizis (in arvanitico: Aleksandër Koriziu; in greco Αλέξανδρος Κοριζής?; Poros, 1885 – Atene, 18 aprile 1941) è stato un politico greco di etnia albanese (arvanita), Primo ministro della Grecia per un brevissimo periodo (dal 29 gennaio 1941 sino al giorno della sua morte, avvenuta il 18 aprile dello stesso anno).

## Biografia
Assunse la massima carica politica greca alla morte del dittatore Ioannis Metaxas, durante la Campagna italiana di Grecia. In precedenza era stato Governatore della Banca di Grecia.
Privo di un potere effettivo, essendo il governo del paese controllato realmente dal sovrano Giorgio II di Grecia, seppe fronteggiare il momento difficile dell'invasione tedesca, iniziata il 6 aprile 1941. Dopo nemmeno due settimane, il 18 aprile, quando le truppe tedesche erano rapidamente penetrate nel paese giungendo ad Atene ed instaurandovi la legge marziale, si suicidò con un colpo di pistola. Per evitare di scatenare il panico nella città già così duramente provata dagli eventi bellici le autorità diedero inizialmente la notizia della morte del premier adducendo come causa un attacco cardiaco.
Sull'isola di Poros, sua terra natale, un museo ricorda il politico.